# 16-й батальйон територіальної оборони «Лєший»
16-й батальйон територіальної оборони «Лєший» — незаконне збройне формування 2-го армійського корпусу. Формально знаходиться у підпорядкуванні організації ЛНР. В Україні визнане як незаконне.
Формування було створене у 2014 році як батальйон «Лєший».

## Історія
З'єднання сформоване з квітня 2014 року Олексієм Павловим.
Капеланом батальйону на початку створення став схимонах із Росії Іл'я (Ретинський). 27 липня 2014 року Газета.ру повідомляла про цього служителя: «Серед ополченців є і схимонах Ілля (Ретинський) — духівник роти спецназу. З чернечими чотками сусідить великий ніж, на передову виїжджає з автоматом. Але головна його зброя - гітара, він співає з надривною хрипотою, наслідуючи Висоцького, патріотичні пісні та щедрою рукою роздає свої диски. Ополченці — у дворі, їдальнею, в коридорах — підходять до нього для потаємної бесіди. Видно, що «батя» тут свій; незважаючи на екстравагантність для звичайних прихожан, саме такий духівник сьогодні потрібен ополченцям ». На сайті "Невідомий геній" про цього служителя повідомляється: "схимонах Ілія (Ретинский), 15 років в чернецтві, 7 років в схимі. З благословення прийшов у світ з монастиря з метою донесення до людей своїх пісень. Музичним творчістю займається 20 років, написав понад 1000 пісень, видав 7 аудіо альбомів ". Схимонах внесений у базу Центру "Миротворець".

## Участь у бойових діях
У червні 2014 року батальйон брав участь у боях під Металістом, а після підписання Мінських домовленостей — у боях за Бахмутку та 31-й блокпост.
Взимку 2015 року формування було залучено до боїв за Дебальцеве.

## Командування
- Олексій Павлов
- Ігор Орженцов[6]

## Матеріали
- Кто такой командир "Леший", который воюет за "Новороссию без олигархов" (ДОСЬЕ)[2] // depo.ua, 25 серпня 2015

## Втрати
Із відкритих джерел відомо про щонайменш загиблих 16 бійців батальону у російсько-українській війні: